# 라이어 게임 (2007년 드라마)
《라이어 게임》(영어: LIAR GAME)은 카이타니 시노부의 만화 작품 《라이어 게임》을 원작으로 한 토다 에리카와 마츠다 쇼타 주연의 텔레비전 드라마이다.

## 개요
2007년 4월 14일부터 6월 23일까지 후지 TV에서 새로 신설된 매주 토요일 밤 11시 10분 - 11시 55분 시간대에 제1탄으로 방송되었다. 전 11화로, 최종회만 서브 캐릭터 측의 새로운 장면을 포함한 2시간 30분의 총집편과 함께 "토요 프리미엄"(21:00 - 23:55) 시간대에서 3시간 스페셜로 방송되었다.
"시즌 2"는 2009년 11월 10일부터 2010년 1월 19일까지 매주 화요일 밤 9시 ~ 9시 54분로 요일과 시간대가 옮겨져 방송되었다.
라이어 게임 시즌2의 시간대에서 7년전의 과거를 그린 프리퀄에 해당하는 전12회(합쳐서 총 아키야마편, 나오편, 요코야편으로 3편)으로 구성된 "라이어 게임 에피소드 제로"는 2009년 10월부터 2010년 1월까지 후지 TV에서 방송되었다.
영화 <라이어 게임: 더 파이널 스테이지>의 프리퀄에 해당하는 영화 오프닝 15분 영상의 22분 노컷 버전 "LIAR GAME X 스페셜"이 2010년 2월 3일 인터넷 공개된 적 있으며, 이후 2012년 라이어 게임 -재생- 개봉 기념 BS 일본영화 전문채널의 '라이어 게임 더 컴플리트'에서도 본방으로 공개된 바 있다.
극장판 영화인 라이어 게임: 더 파이널 스테이지가 2010년 일본에서 개봉되었다.
라이어 게임 -재생-의 프리퀄에 해당하는 스핀오프 작품인 '후쿠나가VS요코야'가 2012년 2월 5일 위성방송 BS스카파!에서 방영되었다.
마찬가지로 또다른 라이어 게임 -재생-의 프리퀄격 스핀오프 작품 '앨리스 인 라이어게임'(전 4회, 전편 총 러닝타임 28분)이 2012년 3월 5일부터 8일까지 후지TV(칸토) 심야드라마 방송되었다.
2012년 두번째 극장판 영화인 라이어 게임 -재생-이 2012년 일본에서 개봉되었다.

## 줄거리
평소 순수한 마음과 정직함을 간직하며 살아온 칸자키 나오. 길가에 떨어진 100엔짜리 동전도 반드시 파출소에 맡겨야만 하는, 어찌 보면 바보 같을 정도로 착하기만 한 그녀에게 어느날 한 통의 편지와 거금 1억 엔이 배달된다. 발신지는 LGT 사무국이라는 정체불명의 단체. 그리고 동봉된 비디오를 통해 자신이 현재 ‘라이어게임’ 1회전에 참가 중이며, 배달된 1억 엔은 게임에 쓰일 게임머니라는 사실을 알게 된다.
게임의 룰은 간단했다. ‘대결 기간인 한 달 동안 수단과 방법을 가리지 말고 대전 상대로부터 최대한의 게임머니를 빼앗는다. 종료 시점인 한 달 후 소지 금액이 많은 자가 승리하며, 승자는 최초로 지급받은 1억 엔을 LGT 사무국에 반환하고 대전 상대로부터 빼앗은 게임머니 모두(최대 1억 엔)를 상금으로 받는다. 패자는 잃은 액수를 LGT 사무국에 반드시 지급해야 한다’는 지극히 간단한 방식이었다.
뜻밖의 상황에 당황한 나오지만, 대전 상대가 중학교 시절 자신이 존경했던 후지사와 선생님이란 사실을 알고 안도의 한숨을 내쉰다. 곧바로 선생님을 찾아가 상담한 나오. 후지사와는 자신도 LGT 사무국으로부터 같은 내용과 1억 엔을 지급받았으며, 대전 상대끼리 협력하면 간단히 무승부로 끝낼 수 있는 ‘라이어 게임’의 허점을 꼬집으며 그녀를 안심시킨다. 하지만 집 앞에 놓여있는 LGT 사무국의 두 번째 편지의 내용은 다음과 같았다. ‘후지사와：＋1억 엔/칸자키 나오：－1억 엔. 당신은 현재 지고 있습니다.’
충격을 받은 나오. 경찰에 도움을 청해보지만, ‘라이어게임’ 룰의 특성상 법에 접촉 받지 않는다는 무책임한 답변만 돌아올 뿐이었다. 그러던 중 한때 사회를 떠들썩하게 만들었던 ‘천재 사기꾼’야키야마 신이치(마츠다 쇼타)가 곧 출소한다는 소식을 듣고 도움을 청하기 위해 교도소로 달려간다.
출소한 아키야마를 만난 나오는 다짜고짜 도움을 청해보지만, 대답은 당연히 ‘No’. 하지만 절박한 심정의 그녀는 끈질기게 아키야마의 뒤를 쫓는다. 나오가 귀찮아진 아키야마는 “도와 줄 테니 잠시 기다리라”는 거짓말로 그녀를 떼어놓지만, 순진한 나오는 정말로 밤을 세워가며 아키야마를 기다린다. 그런 모습을 멀리서 지켜본 아키야마는 마음을 고쳐먹고 나오를 도와주기로 결심한다.
든든한 지원군을 얻은 나오. 아키야마가 하루빨리 자신의 돈을 되찾아줄 것을 기대한다. 하지만 아키야마가 하는 일이라 곤 나오와 교대로 후지사와의 행동을 감시하는 것뿐이다. 그렇게 시간은 흐르고 드디어 D-day. 몇 시간 후면 게임의 승자가 결정된다. 하지만 아키야마는 여전히 여유를 부리고 있고, 이를 옆에서 지켜보는 나오는 불안함과 다급함으로 발을 동동 구른다. 과연 아키야마는 빼앗긴 1억 엔과 후지사와의 1억 엔 모두를 손에 넣을 수 있을까? 이제 남은 시간은 단 5분이다!

## 드라마

### 시즌 1

#### 스탭
- 프로듀서 - 시무다 토오루
- 각본 - 후루야 오쇼
- 각본 협력 - 요시타카 도시오
- 연출 - 마츠야마 히로아키, 오오키 아야코, 사사키 쇼타
- 음악 - 나카타 야스타카 (Capsule) 오리지널 사운드 트랙 앨범 (야마하 뮤직 커뮤니케이션즈)
- 삽입곡 - 팻 보이 슬림 '라이트 히어 라이트 나우'Right Here Right Now / capsule "Sugarless GiRL"

최종회 참여
- 프로듀서 - 야나가와 유키코
- 연출 - 우에다 야스시

#### 방송일 및 시청률
| 각 화                                                      | 방송일          | 시청률 |
| ---------------------------------------------------------- | --------------- | ------ |
| I                                                          | 2007년 4월 14일 | 12.3%  |
| II                                                         | 2007년 4월 21일 | 12.8%  |
| III                                                        | 2007년 4월 28일 | 8.7%   |
| IV                                                         | 2007년 5월 5일  | 9.6%   |
| V                                                          | 2007년 5월 12일 | 10.0%  |
| VI                                                         | 2007년 5월 19일 | 11.4%  |
| VII                                                        | 2007년 5월 26일 | 12.0%  |
| VIII                                                       | 2007년 6월 2일  | 11.4%  |
| IX                                                         | 2007년 6월 9일  | 12.3%  |
| X                                                          | 2007년 6월 16일 | 11.4%  |
| final                                                      | 2007년 6월 23일 | 13.6%  |
| 평균시청률 11.4% (시청률은 간토 지방·비디오 리서치사 조사) |                 |        |

### 시즌 2

#### 스탭
- 프로듀서 - 시무다 토오루, 아즈마 야스유키
- 각본 - 쿠로이와 츠토무
- 각본 협력 - 오카다 미치히사
- 연출 - 마츠야마 히로아키, 오오키 아야코, 나가세 쿠니히코
- 음악 - 나카타 야스타카 (capsule) 오리지널 사운드 트랙 앨범 (야마하 뮤직 커뮤니케이션즈)
- 삽입곡 capsule "Love or Lies-LIAR GAME original ver-"

#### 방송일 및 시청률
| 각 화                                                      | 방송일           | 시청률 |
| ---------------------------------------------------------- | ---------------- | ------ |
| I                                                          | 2009년 11월 10일 | 12.4%  |
| II                                                         | 2009년 11월 17일 | 11.1%  |
| III                                                        | 2009년 11월 24일 | 12.6%  |
| IV                                                         | 2009년 12월 1일  | 10.2%  |
| V                                                          | 2009년 12월 8일  | 11.3%  |
| VI                                                         | 2009년 12월 15일 | 9.3%   |
| VII                                                        | 2009년 12월 22일 | 8.5%   |
| VIII                                                       | 2010년 1월 12일  | 10.5%  |
| IX (final)                                                 | 2010년 1월 19일  | 13.1%  |
| 평균시청률 11.0% (시청률은 간토 지방·비디오 리서치사 조사) |                  |        |

## 영화

### 라이어 게임: 더 파이널 스테이지
《라이어 게임: 더 파이널 스테이지》(LIAR GAME ザ・ファイナルステージ)은 2007년, 2009년 후지 TV에서 방영된 드라마 "라이어 게임"의 극장판 제1탄으로, 2010년 3월 6일 개봉한 일본의 영화이다.

#### 출연진
- 토다 에리카
- 마츠다 쇼타
- 스즈키 코스케
- 와타나베 잇케이
- 세키 메구미
- 아라카와 요시요시
- 하마다 마리
- 와다 소코
- 아키모토 유키
- 나가야마 켄토
- 마츠무라 유키
- 스즈키 카즈마
- 키야마 시게오
- 키치세 미치코

#### 스탭
- 각본 - 쿠로이와 츠토무, 오카다 미치히사
- 음악 - 나카타 야스타카 (capsule)
- 감독 - 마츠야마 히로아키
- 제작 - 카메야마 치히로, 토리시마 카즈히코, 시마타니 요시나리
- 제작 총괄 - 이시하라 타카시, 와다 이쿠
- 프로듀서 - 미야가와 도모유키, 세타 히로유키, 고도 신야
- 제작 - 후지, 슈에이샤, 토호, FNS27 사
- 프로덕션 - FILM
- 배급 - 토호

음악
- 주제곡 - capsule 〈Stay with You〉
- 삽입곡 - capsule 〈Love or Lies〉

### 라이어 게임 -재생-
《라이어 게임 -재생-》(LIAR GAME ライアーゲーム -再生-)은 2010년 영화 "라이어 게임 더 파이널 스테이지"에 이은 극장판 제2탄으로, 2012년 3월 2일 개봉한 일본의 영화이다. 주연의 마츠다 쇼타를 제외하고는 타베 미카코 등 새로운 배우들이 합류하였다.

#### 출연진
- 마츠다 쇼타
- 타베 미카코
- 하마다 마리
- 카나메 준
- 코이케 에이코
- 하루미 시호
- 우에노 나츠히
- 사이토 요코
- 카와무라 요스케
- 스즈키 코스케
- 와타나베 잇케이
- 아라이 히로후미
- 이케다 테츠히로
- 아오키 타다히로
- 마에다 켄
- 아시다 마나
- 스즈키 카즈마
- 에즈미 마키코

#### 스탭
- 감독 - 마츠야마 히로아키
- 제작 - 카메야마 치히로, 토리시마 카즈히코, 이치가와 미나미
- 프로듀서 - 다테마츠 히데아키, 다카하시 마사 히데, 도모코 신야
- 원작 - 카이타니 시노부 "LIAR GAME" (슈에이샤 "주간 영 점프" 연재)
- 각본 - 쿠로이와 츠토무, 오카다 미치히사
- 음악 - 나카타 야스타카 (capsule)
- 촬영 - 미야타 신
- 편집 - 히라카와 쇼지
- 미술 - 세키구치 야스유키
- 조명 - 모리이즈미 히데오
- VFX - 야마모토 마사유키
- 제작 - 후지, 슈에이샤, 토호, FNS27 사
- 프로덕션 - FILM
- 배급 - 토호

음악
- 주제곡 - capsule 〈Step on The Floor〉
- 삽입곡 - capsule 〈All The Way〉

## 스핀오프 드라마

### 후쿠나가 VS 요코야
BS전문 채널 개국 기념 자격, BS 스카파! 2012년 2월 24일 다른 방송의 후쿠나가 유우지 (스즈키 코스케)와 요코야노 리히코 (스즈키 카즈마) 주연의 스핀오프 드라마.

### 앨리스 IN 라이어 게임
후지 TV 계열에서 2012년 3월 5일부터 8일까지 4일 연속으로 방송의 앨리스 (아시다 마나) 주연의 스핀오프 드라마.

#### 출연진
- 앨리스 - 아시다 마나
- 오쿠무라 키요미 - 콘노 마히루
- 야마구치 타카노리 - 오자키 우소
- 야스에 - 오카노 마나미
- 리엘 - 히즈키 하나
- 후쿠나가 유우지 - 스즈키 코스케

## 소설판
슈에이샤 "JUMP j BOOKS" 출판.
- 소설 LIAR GAME (ISBN 978-4-08-703213-0)
- 소설 LIAR GAME Season2 (ISBN 978-4-08-703220-8)
- 소설 LIAR GAME The final stage (ISBN 978-4-08-703221-5)
- 소설 LIAR GAME REBORN (ISBN 978-4-08-703259-8)

## 사운드트랙

### 라이어 게임 사운드트랙
| #  | 제목                     | 작사·작곡              | 재생 시간 |
| -- | ------------------------ | ---------------------- | --------- |
| 1. | 〈Prologue〉             | 中田ヤスタカ (capsule) | 2:20      |
| 2. | 〈LIAR GAME〉            | 中田ヤスタカ (capsule) | 5:02      |
| 3. | 〈The Force Of Gravity〉 | 中田ヤスタカ (capsule) | 6:14      |
| 4. | 〈Dizziness〉            | 中田ヤスタカ (capsule) | 2:36      |
| 5. | 〈Electrode Spark 0101〉 | 中田ヤスタカ (capsule) | 7:02      |
| 6. | 〈Wonders Of The World〉 | 中田ヤスタカ (capsule) | 2:12      |
| 7. | 〈Dope Headz〉           | 中田ヤスタカ (capsule) | 6:46      |
| 8. | 〈Mist〉                 | 中田ヤスタカ (capsule) | 1:59      |
| 9. | 〈breakthrough〉         | 中田ヤスタカ (capsule) | 7:35      |

### 라이어 게임 시즌2&극장판 사운드트랙
| #   | 제목                         | 작사·작곡              | 재생 시간 |
| --- | ---------------------------- | ---------------------- | --------- |
| 1.  | 〈Garden of Eden〉           | 中田ヤスタカ (capsule) | 5:49      |
| 2.  | 〈LIAR GAME -Season2 edit-〉 | 中田ヤスタカ (capsule) | 5:00      |
| 3.  | 〈Steal up Behind〉          | 中田ヤスタカ (capsule) | 3:28      |
| 4.  | 〈Desert Road〉              | 中田ヤスタカ (capsule) | 5:34      |
| 5.  | 〈Golden Rule〉              | 中田ヤスタカ (capsule) | 4:48      |
| 6.  | 〈Silent Revive〉            | 中田ヤスタカ (capsule) | 2:28      |
| 7.  | 〈Selfish〉                  | 中田ヤスタカ (capsule) | 0:45      |
| 8.  | 〈Paradise Lost〉            | 中田ヤスタカ (capsule) | 3:58      |
| 9.  | 〈Electric Circuit〉         | 中田ヤスタカ (capsule) | 4:48      |
| 10. | 〈Coming Closer〉            | 中田ヤスタカ (capsule) | 3:14      |
| 11. | 〈Strangers〉                | 中田ヤスタカ (capsule) | 3:15      |
| 12. | 〈Far Away〉                 | 中田ヤスタカ (capsule) | 3:45      |
| 13. | 〈Electrode Spark 0102〉     | 中田ヤスタカ (capsule) | 4:01      |
| 14. | 〈Strategy Meeting〉         | 中田ヤスタカ (capsule) | 2:05      |

### 라이어 게임 -재생- 사운드트랙
| #   | 제목                                     | 작사·작곡              | 재생 시간 |
| --- | ---------------------------------------- | ---------------------- | --------- |
| 1.  | 〈LIAR GAME (REBORN - Edit)〉            | 中田ヤスタカ (capsule) | 4:11      |
| 2.  | 〈Mastermind〉                           | 中田ヤスタカ (capsule) | 3:37      |
| 3.  | 〈Never Smiles〉                         | 中田ヤスタカ (capsule) | 1:28      |
| 4.  | 〈The Battle Begins〉                    | 中田ヤスタカ (capsule) | 5:12      |
| 5.  | 〈Share Together〉                       | 中田ヤスタカ (capsule) | 1:47      |
| 6.  | 〈Rise Again〉                           | 中田ヤスタカ (capsule) | 3:07      |
| 7.  | 〈Scramble〉                             | 中田ヤスタカ (capsule) | 4:43      |
| 8.  | 〈Interconnect〉                         | 中田ヤスタカ (capsule) | 3:57      |
| 9.  | 〈Tearful Voice〉                        | 中田ヤスタカ (capsule) | 1:40      |
| 10. | 〈From The Darkness〉                    | 中田ヤスタカ (capsule) | 3:19      |
| 11. | 〈Stroke〉                               | 中田ヤスタカ (capsule) | 4:00      |
| 12. | 〈Tapping Beats (Instrumental Dub Mix)〉 | 中田ヤスタカ (capsule) | 5:02      |
| 13. | 〈The Battle Begins (Remix)〉            | 中田ヤスタカ (capsule) | 4:57      |
| 14. | 〈Share Together (Music Box Ver.)〉      | 中田ヤスタカ (capsule) | 1:32      |

## 같이 보기
- 라이어 게임 (한국 드라마) : 라이어 게임 한국판.
- 라이어 게임 : 원작 만화.